# Illarion Iwanowitsch Woronzow-Daschkow

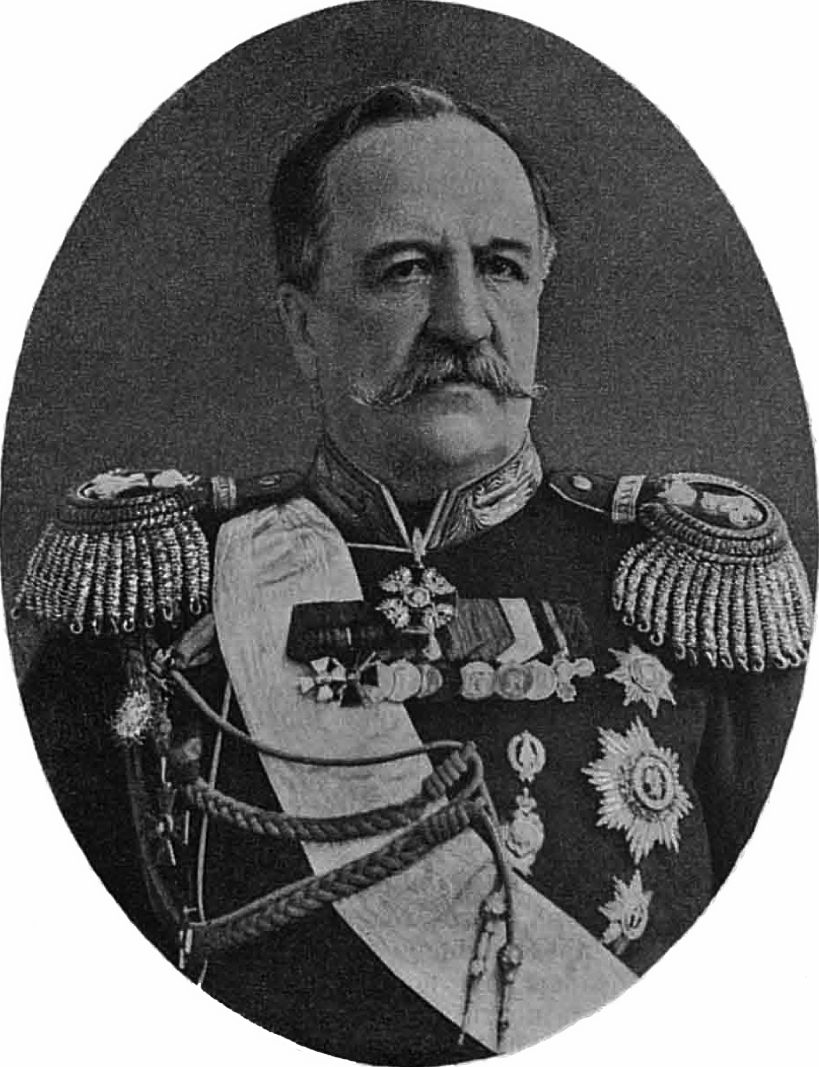
Illarion Iwanowitsch Woronzow-Daschkow

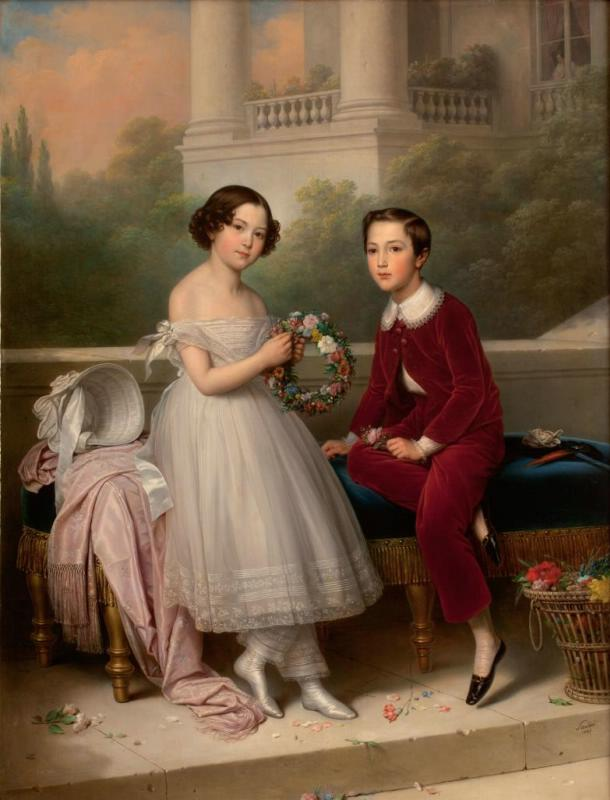
Illarion und seine Schwester Irina

Graf Illarion Iwanowitsch Woronzow-Daschkow (russisch Илларио́н Ива́нович Воронцо́в-Да́шков; * 27. Mai 1837 in Sankt Petersburg; † 15. Januar 1916 in Alupka) war ein russischer Politiker, Minister des kaiserlichen Hauses, Statthalter und Militärgouverneur des Kaukasus.

## Leben

### Herkunft

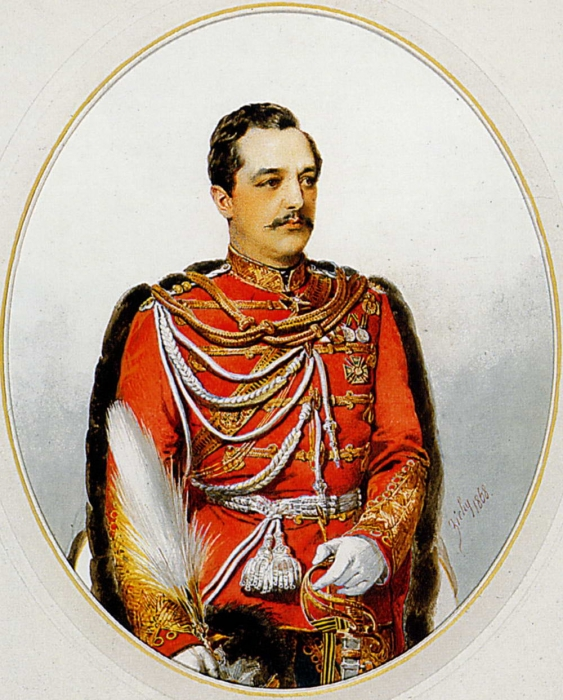
Illarion Iwanowitsch Woronzow-Daschkow (1868)

Er stammte aus dem russischen Adelsgeschlecht Woronzow und war der Sohn des Diplomaten Graf Iwan Illarionowitsch Woronzow-Daschkow und der Alexandra Kirillowna geborene Naryschkina, einer Enkelin des Oberkammerherren Alexander Lwowitsch Naryschkin. Sein Vater erhielt 1807 von der Witwe des Fürsten Daschkow die Erlaubnis den Doppelnamen Woronzow-Daschkow zu führen. Sein Urgroßvater war der Kammerherr, Generalleutnant und seit 1760 Reichsgraf Iwan Illarionowitsch Woronzow, ein Bruder des Generalobersten Roman Illarionowitsch Woronzow und des russischen Kanzlers Michael Larionowitsch Woronzow.

### Militärkarriere
Illarion Iwanowitsch Woronzow-Daschkow begann ein Studium an der Universität von Moskau. Nach Abschluss meldete er sich 1856 freiwillig zum Militär. 1865 wurde er im Rang eines Obersten nach Turkestan als Stabschef zu General D. I. Romanowski geschickt. Im Juni 1866 zeichnete er sich beim Buchara-Feldzug in der Schlacht bei Murzarabat und am 2. Oktober als Kommandeur der südlichen Gruppe der drei Angriffskolonnen bei der Einnahme der Festung Ura-Tjube aus, am 18. Oktober nahm er auch am Angriff auf Dschisach teil. Am 28. Oktober 1866 wurde er zum Generalmajor befördert und zum Assistenten des Militärgouverneurs der Region Turkestan ernannt.
Vom 15. Oktober 1867 bis 21. Oktober 1874 war er Inhaber des Leibgarde-Husaren-Regiments, gleichzeitig vom 2. Oktober 1873 bis 21. Oktober 1874 Kommandeur der 2. Brigade der 2. Garde-Kavalleriedivision. Vom 21. Oktober 1874 bis 23. Juli 1878 fungierte er als Stabschef des Gardekorps, dazwischen war er am 30. August 1876 zum Generalleutnant befördert worden. Während des Russisch-Osmanischen Krieges von 1877–1878 kommandierte er die Kavallerie der Rustschuker-Armeeabteilung unter dem Thronfolger Prinz Alexander. Vom 12. Oktober 1878 bis 8. April 1881 war er Kommandeur der 2. Garde-Division. Für seine aktiven Einsätze wurde ihm am 16. April 1878 der Orden des Weißen Adlers mit Schwertern verliehen. Woronzow-Daschkow war Freund und Vertrauter Kaiser Alexander III., der ihn am 30. August 1890 zum General der Kavallerie und Minister des kaiserlichen Hofes ernannte.

### Generalgouverneur im Kaukasus
Von Kaiser Nikolaus II. erhielt er am 27. Februar 1905 das Amt des Statthalters und Befehlshabers des Kaukasus, damit wurde er gleichzeitig zum Oberbefehlshaber der Truppen des kaukasischen Militärbezirks und zum Ataman der Terek- und Kuban-Kosaken-Truppen ernannt. Unter seiner Verwaltung kam es dort zu mehreren bewaffneten Aufständen, die er niederschlug. 1914 bekam er den Oberbefehl über die Kaukasische Armee. Woronzow-Daschkow war auch Vorsitzender der Russischen Rotkreuzgesellschaft. Zu Beginn des Ersten Weltkrieges hatte er an der Führung der Militäroperationen gegen die Türken keinen Anteil, sondern übertrug diese Funktionen an seinem Generalstabschef N. N. Judenitsch. Am 23. August 1915 trat er aus Altersgründen von seinen Ämtern zurück und starb im folgenden Jahr im Woronzow-Palast auf der Krim.

## Familie

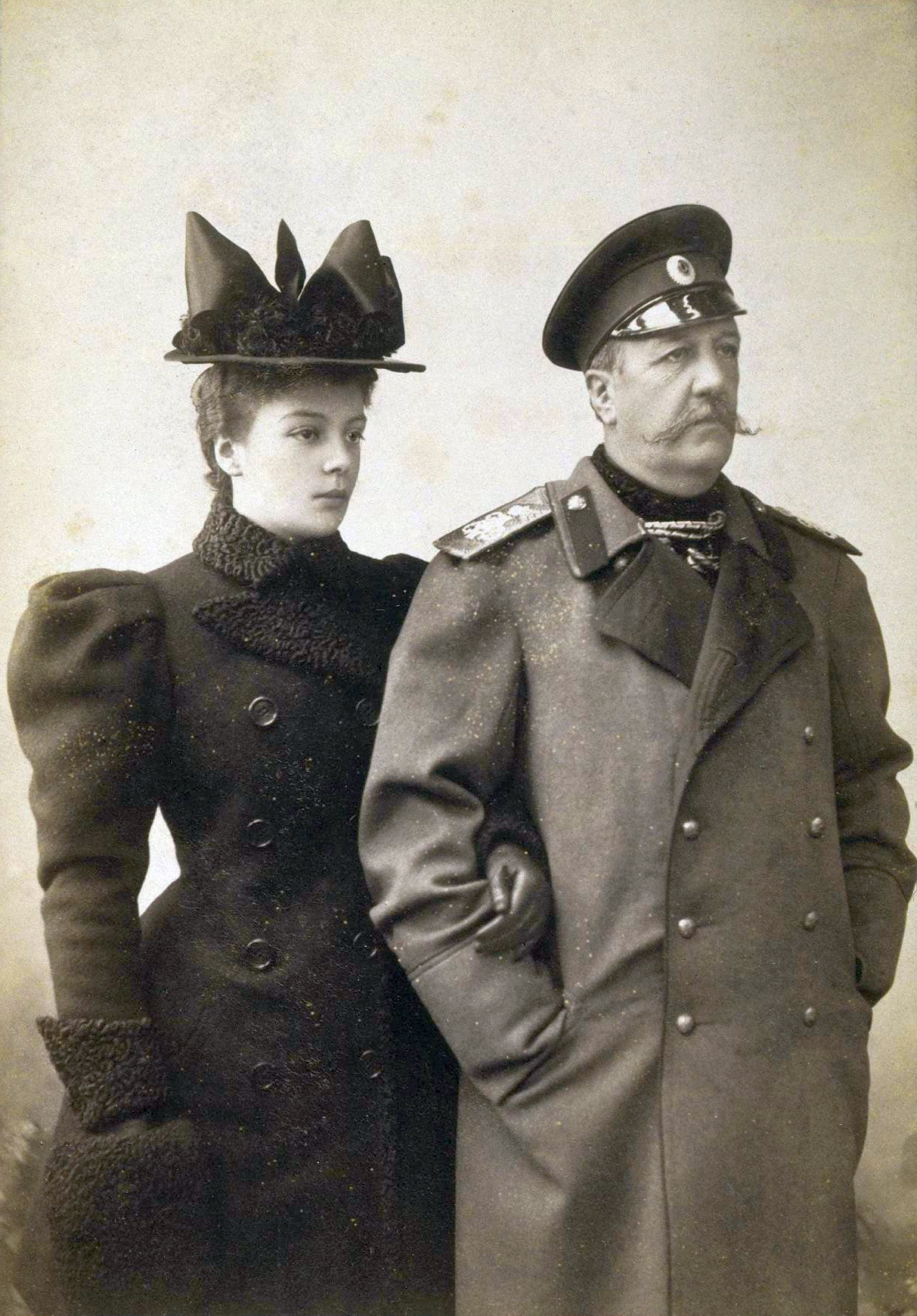
Illarion und seine Tochter Irina

llarion Iwanowitsch Woronzow-Daschkow war seit 1867 mit Elisabeth Andrejewna Schuwalowa, Tochter des Grafen Andrei Petrowitsch Schuwalow und Enkelin des Generals Pawel Andrejewitsch Schuwalow verheiratet. Aus der Ehe gingen acht Kinder hervor. Nach der Russischen Revolution ging die Familie ins Exil. Seine Witwe Elisabeth Andrejewna Woronzow-Daschkow starb 1924 in Wiesbaden. Alle heute noch lebenden Angehörige der Grafen Woronzow stammen von seinem jüngsten Sohn Alexander Illarionowitsch Woronzow-Daschkow ab.

## Auszeichnungen
- 1861: Russischer Orden der Heiligen Anna[5]
- 1864: Preußischer Roter Adlerorden
- 1865: Russischer Orden des Heiligen Wladimirs
- 1867: Russischer Orden des Heiligen Georg
- 1868: Russischer Orden des Heiligen Stanislaus
- 1874: Österreichischer Orden der Eisernen Krone[6]
- 1876: Dänischer Dannebrogorden[7]
- 1878: Polnischer Orden vom Weißen Adler
- 1883: Russischer Alexander-Newski-Orden
- 1883: Großkreuz des Verdienstordens der Bayerischen Krone[8]
- 1889: Preußischer Schwarzer Adlerorden
- 1891: Dänischer Elefantenorden
- 1896: Russischer Orden des Heiligen Andreas